# 李玉麟
李玉麟（？—？），字凤山，山东人，中华民国军事将领。

## 生平
李玉麟是皖系倪嗣冲的部下。曾经历任安徽督军公署参谋长、安徽军务帮办。1923年7月12日，获将军府戢威将军。